# Vazhen Safariants
Vazhen Ryhoravich Safariants –en bielorruso, Вазген Рыгоравіч Сафар’янц– (Vladikavkaz, URSS, 22 de octubre de 1984) es un deportista bielorruso que compitió en boxeo.
Ganó tres medallas en el Campeonato Europeo de Boxeo Aficionado entre los años 2006 y 2013.

## Palmarés internacional
| Campeonato Europeo | Campeonato Europeo      | Campeonato Europeo | Campeonato Europeo |
| Año                | Lugar                   | Medalla            | Categoría          |
| ------------------ | ----------------------- | ------------------ | ------------------ |
| 2006               | Plovdiv (Bulgaria)      | Medalla de bronce  | 60 kg              |
| 2008               | Liverpool (Reino Unido) | Medalla de plata   | 60 kg              |
| 2013               | Minsk (Bielorrusia)     | Medalla de plata   | 60 kg              |